# Marble problem
Il marble problem (letteralmente problema del marmo) è un problema matematico di ottimizzazione che, posto nella sua forma originale e più astratta, chiede di ricavare da un prisma retto a base triangolare tre cilindri massimizzandone il volume complessivo; ma può essere benissimo risolto coi mezzi della geometria piana.
Il problema venne posto per la prima volta nel 1803 dal matematico Gianfrancesco Malfatti, il quale ne diede poi una soluzione generale, mediante i cerchi di Malfatti, successivamente dimostratasi sempre falsa; tale errata soluzione però diede poi spunto a un altro problema generale chiamato il problema di Malfatti.

## Storia
Secondo la storia, raccontata da Malfatti stesso, il problema gli venne come quesito da un marmista di sua conoscenza, trovatosi per caso con uno scarto abbastanza sostanzioso a base triangolare proveniente da un blocco di marmo più grosso. Il problema era che un blocco di tale sezione era praticamente inadatto in quella forma per soddisfare una qualsiasi commessa ricevuta dell'artigiano, al quale venivano invece commissionate numerose colonne, per la cui lavorazione si parte innanzitutto da un blocco di sezione circolare; da qui quindi la necessità di ricavare dal blocco triangolare tre cilindri minimizzando il materiale di scarto.
Per studiare il problema così com'è posto non serve prendere in considerazione tutte e tre le dimensioni spaziali, esso infatti può essere intuitivamente analizzato e risolto soltanto prendendo in considerazione le proiezioni dei solidi su un piano parallelo alla base, facendolo diventare non più un problema di massimizzazione del volume ma della superficie, in questo caso di tre cerchi all'interno di un triangolo dato.
 Malfatti studiò il problema già nel suo analogo piano e si convinse che la soluzione generale fosse quella rappresentata da tre cerchi inscritti in modo tale che ogni circonferenza sia contemporaneamente tangenti alle altre due e a due lati del triangolo; tali circoli presero in seguito il nome di cerchi di Malfatti e il modo di ricavarli in un qualsiasi triangolo dato prese il nome di problema di Malfatti, quando venne dimostrato che non erano la soluzione generale del marble problem.
 
Nel 1929 i matematici Hyman Lob e Herbert Richmond dimostrarono chiaramente, con un controesempio, che i cerchi di Malfatti non possono essere considerati la soluzione generale del marble problem, in quanto non massimizzano la superficie occupata in un triangolo equilatero, che invece può essere ottimizzata con un'altra configurazione di cerchi.
Nel 1967 Michael Goldberg dimostrò invece graficamente che i cerchi di malfatti non sono mai la soluzione ottimale del marble problem. Nel 1990 Stanley Ogilvy e David Wells, nel 1991, diedero invece la dimostrazione di specifici casi in cui era individuabile con configurazione di cerchi che realmente ottimizzassero l'area occupata, prima della soluzione generale per via analitica presentata due anni dopo dal matematico russo Zalgaller. Questa soluzione non era completa, in quanto basata in molti passaggi essenziali su simulazioni numeriche, come in Goldberg, e contenente diverse lacune, anche a detta degli stessi autori. Nel 2022 Lombardi ha eliminato lacune e simulazioni, dimostrando per la prima volta e in maniera rigorosa e completa la soluzione del problema, che in questo modo viene concluso.

## Dimostrazione di Lob e Richmond
Lob e Richmond dimostrarono che in triangolo equilatero i cerchi di Malfatti non possono essere la soluzione ottimale per il marble problem, in quanto l'area occupata dal suo incerchio più quella delle due circonferenze adiacenti, ricavabili nei vertici, è complessivamente superiore a quella di questi.
Nel triangolo equilatero, dove tutti i cerchi di Malfatti sono equivalenti, l'area complessivamente occupata è {\displaystyle A_{m}=3\pi r_{m}^{2}}, dove rm è il raggio di un singolo cerchio di Malfatti.
L'area occupata dall'incerchio più le due circonferenze laterale - che altro non sono che incerchi di triangoli equilateri di dimensioni di un terzo dell'originale - è {\displaystyle A_{i}={\frac {11}{9}}\pi r_{i}^{2}}; con ri come inraggio.
Conoscendo i valori esatti dell'inraggio e del raggio dei cerchi di Malfatti:
- {\displaystyle r_{i}{\frac {1}{\sqrt {12}}}}
- {\displaystyle r_{m}={\frac {\tan 30}{2+2\tan 30}}}[8]

per dimostrare che Am è inferiore di Ai, basta verificare che {\displaystyle 3r_{m}^{2}<{\frac {11}{9}}r_{i}^{2}}, sapendo anche che {\displaystyle r_{i}={\frac {2r_{m}}{3-{\sqrt {3}}}}}.
{\displaystyle 3r_{m}^{2}<{\frac {22}{27(2-{\sqrt {3}})}}r_{m}^{2}}
{\displaystyle 3<3,04}
L'area Ai è circa 1% in più dell'area coperta dai cerchi di Malfatti, che quindi non possono essere la soluzione ottimale del marble problem, rispetto al triangolo equilatero, ma questa dimostrazione sconfessa quanto pensato da Malfatti circa la portata generale della soluzione da lui trovata.